# Xu Yan
Xu Yan –en xinès, 许岩– (Pequín, 4 de novembre de 1981) és una esportista xinesa que va competir en judo.
Va participar en els Jocs Olímpics de Pequín 2008, obtenint una medalla de bronze en la categoria de –57 kg. Als Jocs Asiàtics de 2006 va aconseguir una medalla d'or.
Va guanyar una medalla de plata al Campionat Asiàtic de Judo de 2007.

## Palmarès internacional
| Jocs Olímpics     | Jocs Olímpics             | Jocs Olímpics | Jocs Olímpics |
| Any               | Lloc                      | Medalla       | Categoria     |
| ----------------- | ------------------------- | ------------- | ------------- |
| 2008              | Pequín ( R.P. de la Xina) | 3             | –57 kg        |
| Jocs Asiàtics     |                           |               |               |
| Any               | Lloc                      | Medalla       | Categoria     |
| 2006              | Doha ( Qatar)             | 1             | –57 kg        |
| Campionat Asiàtic |                           |               |               |
| Any               | Lloc                      | Medalla       | Categoria     |
| 2007              | Kuwait ( Kuwait)          | 2             | –57 kg        |